# Haute École Galilée
De Haute École Galilée (HEG) is een Franstalige hogeschool in de Brusselse regio te België vernoemd naar Galileo Galilei, in het Frans aangeduid als Galilée. De hogeschool is een associatie van enkele instellingen voor hoger onderwijs.
- IHECS: Institut des Hautes Études des Communications Sociales
- ECSEDI-ISALT: Institut supérieur de secrétariat de direction et tourisme - Institut supérieur d'Animation, des Loisirs et du Tourisme
- ISSIG: Institut supérieur soins infirmiers Galilée
- ISPG: Institut supérieur de pédagogie Galilée